# 内藤正興
内藤 正興（ないとう まさおき）は、江戸時代中期の大名。信濃岩村田藩の第4代藩主。岩村田藩内藤家5代。
宝暦6年（1756年）閏11月、第3代藩主・内藤正弼の次男として生まれる。兄の正寿が明和6年（1769年）6月12日に早世したため、代わって嫡子となる。翌明和7年（1770年）6月18日、父の死去により家督を継ぐ。
寛政4年（1792年）10月17日に死去した。享年37。男子がなかったため、肥前唐津藩主・水野忠鼎の四男・忠令を婿養子に迎えて正国と名乗らせ、家督を継がせた。

## 系譜
父母
- 内藤正弼（父）
- 酒井忠香の娘（母）

正室
- 阿部正敏の娘

子女
- 内藤正国正室
- 安藤広栄正室

養子
- 内藤正国 ー 水野忠鼎の四男